# Кеплавік (аеропорт)
Міжнародний аеропорт Кеплавік (ісл. Keflavíkurflugvöllur) (IATA: KEF, ICAO: BIKF), також відомий як Аеропорт Рейк’явік-Кеплавік, є найбільшим аеропортом в Ісландії і головним транспортним вузлом для міжнародних перельотів. Аеропорт знаходиться на відстані 3 кілометрів на захід від міста Кеплавік та 50 кілометрів на південь від Рейк'явіка.
Основними перевізниками в аеропорті Кеплавік є Icelandair та WOW Air, кожна компанія використовує аеропорт як головний пересадковий вузол. Виключна більшість рейсів, котрі обслуговує аеропорт Кеплавік — міжнародні; для внутрішніх рейсів використовують Аеропорт Рейк'явік, який розташований за 2 км від центру міста. Лише сезонний рейс Акурейрі—Рейкʼявік прибуває до аеропорту Кеплавік. Обслуговуванням аеропорту займається державна компанія Isavia.

## Історія

### Відкриття
Спочатку аеропорт був побудований збройними силами США під час Другої Світової Війни і був відкритий 23 березня 1943 року. Аеропорт мав назву Мікс Філд на честь молодого пілота Джорджа Мікса, котрий загинув на аеродромі Рейкʼявіка. Після війни аеропорт було передано під контроль Ісландії і йому дають назву сусіднього міста. 1951 року американські військові повернулися в аеропорт за умовами угоди про захист між Ісландією і США, коли Ісландія вступила в НАТО.

### Розвиток з 1950-х років
Із поверненням військової авіабази до аеропорту Кеплавік у 1950-х роках, пасажирський термінал опинився посеред захищеної військової зони. До 1987 року, коли пасажирський термінал змінив розташування, пасажирам доводилося проходити через військові КПП аби потрапити на рейс.[джерело?]
Злітні смуги завдовжки 3 км та завширшки 61 м достатні для того, аби приймати Спейс Шаттли компанії NASA, а також літаки Ан-225. 29 червня 1999 року відбувся переліт літака Конкорд G-BOAA з аеропорту Хітроу до Рейкʼявіку (аеропорт Кеплавік).

## Інфраструктура

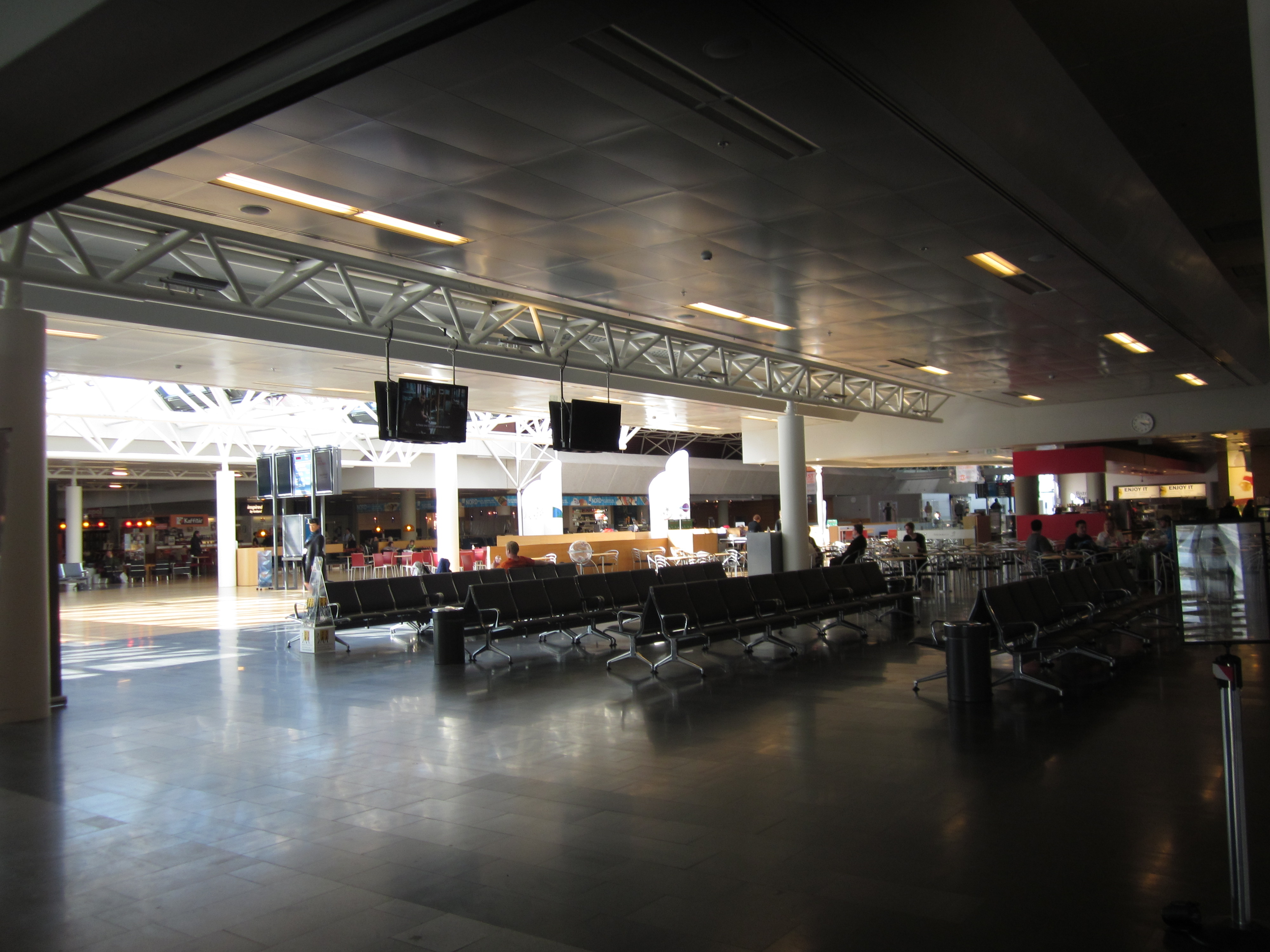
Зона відправлення

Аеропорт носить імʼя Лейфура Ерікссона, котрий є першим європейцем, котрий відкрив Північну Америку. Термінал (Flugstöð Leifs Eiríkssonar) носить імʼя Лейфа Еріксона й був відкритий 6 квітня 1987 року. Відкриття терміналу дозволило відкремити цивільні рейси від військової бази. У 2001 році відбулося розширення завдяки відкриттю Південної будівлі (котра не є окремим терміналом), що було необхідно для відповідності до умов Шенгенської угоди. Північну будівлю у 2007 році було переплановано. Термінал містить крамниці дьюті-фрі у зонах відправлення та прибуття.
У 2016 році термінал було розширено. Внаслідок розширення було додано 7 виходів на посадку. Також існує план будівництва третьої злітної смуги.
[джерело?]

## Авіакомпанії та напрямки
Хоча населення Ісландії складає всього близько 300 тис. чол., наявні пасажирські рейси до різноманітних міст Північної Америки та Європи. Найбільшою авіакомпанією, котра базується в аеропорті Кеплавік, є Icelandair. 23 жовтня 2012 року WOW Air придбала компанію Iceland Express, що зробило її другою найбільшою компанією в Кеплавіку. Аеропорт обслуговує лише міжнародні рейси (за виключенням рейсу до Акурейрі для гренландських рейсів Air Iceland); внутрішні рейси, а також рейси до Гренландії та Фарерських островів обслуговуються через домашній Аеропорт Рейкʼявік.

## Статистика

### Кількість пасажирів
| Рік  | Кількість пасажирів | Динаміка |
| ---- | ------------------- | -------- |
| 2004 | 1,883,725           |          |
| 2005 | 2,101,679           | +11.6%   |
| 2006 | 2,272,917           | +8.1%    |
| 2007 | 2,429,144           | +6.9%    |
| 2008 | 2,193,434           | -9.7%    |
| 2009 | 1,832,944           | -16.4%   |
| 2010 | 2,065,188           | +12.7%   |
| 2011 | 2,474,806           | +19.8%   |
| 2012 | 2,764,026           | +11.7%   |
| 2013 | 3,209,848           | +16.1%   |
| 2014 | 3,867,425           | +20.5%   |
| 2015 | 4,855,505           | +25.5%   |
| 2016 | 6,821,358           | +40.4%   |
| 2017 | 8,755,352           | +28.3%   |
| 2018 | 9,804,388           | +12.0%   |
| 2019 | 7,247,820           | -26.08%  |
| 2020 | 1,373,971           | -81.04%  |
| 2021 | 2,171,996           | +58.1%   |
| 2022 | 6,126,421           | +182.01% |
| 2023 | 7,776,147           | +26.9%   |

### Основні напрямки
| Місце | Місто        |
| ----- | ------------ |
| 1     | Копенгаген   |
| 2     | Осло         |
| 3     | Лондон       |
| 4     | Нью-Йорк     |
| 5     | Париж        |
| 6     | Бостон       |
| 7     | Стокгольм    |
| 8     | Амстердам    |
| 9     | Сіетл-Такома |
| 10    | Франкфурт    |

## Наземний транспорт
Існує лише наземне сполучення між містом Рейкʼявік та аеропортом. Відстань — 50 км. 2008 року було відкрито двосмугове шосе (маршрут 41). Автобусними перевізниками є Airport Express, Flybus та Strætó (Страйтоу, транспортна компанія Рейкʼявіка). За межами терміналу є стоянка таксі. Також різноманітні компанії пропонують послуги з оренди автомобілів.

## Нещасні випадки та інциденти
- 21 липня 2013 року російський лайнер Сухой Суперджет 100, здійснив посадку на фюзеляж. Причиною стала помилка екіпажу через втому. Для симуляції відмов обладнання політ здійснювали в ручному режимі.